# Saint-Louand
Saint-Louand est une ancienne commune française du département d'Indre-et-Loire.
Commune située sur les rives droite et gauche de la rivière de la Vienne, créée en janvier 1790, supprimée par décret du 24 juin 1792 de l’Assemblée Nationale (Archives Nationales-F 2 II Indre-et-Loire 3) et partagée par arrêté du District de Chinon du 14 décembre 1792 entre celles de Beaumont-en-Véron, Chinon, Cinais et Huismes.
- La commune de Chinon reçut : le bourg de Saint-Louand, Bourg Neuf, la partie Nord-Ouest des Fontenils, le Grand Ballet, la Guetterie, les Lysardières, les Mollières, les Petites Croix, la Pommadière, la Rochelle, et la partie à l’Est de la rivière du Négron, Pontille et Sauvegrain.
- La commune de Beaumont-en-Véron reçut : la Berruserie, la Boulaie, la Camusterie, le Carroi Ragueneau, les Caves aux Fièbres, Cigny, le Colombier, les Coudreaux, Coulaine, le Cruchon, Danzay, la Durandière, la Férandière, la Giraudière, Grésille, la Haute Rue, Isoré, la Maçonnerie, la Meslaie, le Patois, la Pénezais, Pontourny, la Rue Saint Père, Saint Jérôme, Turpenay.
- La commune de Cinais reçut : la Giraudière, les Granges, la Tourette et le surplus de Pontille à l’Ouest de la rivière du Négron.
- La commune d’Huismes reçut la partie au Sud du ruisseau de la Riasse, soit la Cloirgeauderie, le Moulin de Fromentière, le Moulin du Chêne, le Moulin de Thaie, le Petit Bois, Ribot et la Tourterie.

Suppression réalisée de Saint Louand, lettre du Ministre de l’Intérieur du 2 février 1807 (A.N.-F 2 II Indre-et-Loire 3) : le décret du 24 juin 1792 pris en application de la loi du 24 novembre 1790 sur la Constitution civile du Clergé, ordonna la suppression de la paroisse de Saint Louand, et non la municipalité ; dans sa lettre du 9 décembre 1806, le préfet d’Indre-et-Loire s’en inquiéta auprès du Ministre de l’Intérieur ; peu soucieux de rouvrir le dossier, le Ministre répondit que la loi du 28 pluviôse an 8 en avait consacré la suppression en déclarant qu’il y aurait une municipalité dans les communes ayant un agent municipal et un adjoint ; le territoire de Saint Louand n’en ayant point, il fallait entériner la situation.

## Source
- Des villages de Cassini aux communes d'aujourd'hui, « Notice communale : Saint-Louand », sur ehess.fr, École des hautes études en sciences sociales.